# Deutsche Fußballmeisterschaft 1956/57
Die deutsche Fußballmeisterschaft 1956/57 fand wie üblich in zwei Gruppen mit anschließendem Endspiel, aber in verkürzter Form statt: als einfache Runde, wobei sämtliche Spiele auf neutralen Plätzen ausgetragen wurden.

## Teilnehmer

### Teilnehmer an der Qualifikationsrunde
| Holstein Kiel     | → Zweiter der Oberliga Nord 1956/57 |
| Kickers Offenbach | → Zweiter der Oberliga Süd 1956/57  |

### Teilnehmer an der Endrunde
| Hamburger SV         | → Meister der Oberliga Nord 1956/57       |
| Borussia Dortmund    | → Meister der Oberliga West 1956/57       |
| Duisburger SpV       | → Zweiter der Oberliga West 1956/57       |
| 1. FC Kaiserslautern | → Meister der Oberliga Südwest 1956/57    |
| 1. FC Saarbrücken    | → Zweiter der Oberliga Südwest 1956/57    |
| 1. FC Nürnberg       | → Meister der Oberliga Süd 1956/57        |
| Hertha BSC           | → Meister der Vertragsliga Berlin 1956/57 |
| Kickers Offenbach    | → Sieger der Qualifikationsrunde          |

## Qualifikationsrunde
| Sa, 25.05.                                                                       | Kickers Offenbach | 3:2 n. V. | Holstein Kiel (in Düsseldorf) |
| damit qualifizierte sich Kickers Offenbach als achte Mannschaft für die Endrunde |                   |           |                               |

## Vorrunde

### Gruppe 1
| Datum      |                   | Ergebnis  |                                        |
| ---------- | ----------------- | --------- | -------------------------------------- |
| So, 02.06. | Hamburger SV      | 1:1 (0:0) | Duisburger SpV (in Berlin)             |
| So, 02.06. | 1. FC Saarbrücken | 2:2 (0:0) | 1. FC Nürnberg (in Stuttgart)          |
| So, 09.06. | Hamburger SV      | 2:1 (1:0) | 1. FC Nürnberg (in Köln)               |
| So, 09.06. | Duisburger SpV    | 3:1 (2:0) | 1. FC Saarbrücken (in Frankfurt a. M.) |
| So, 16.06. | Hamburger SV      | 2:1 (2:1) | 1. FC Saarbrücken (in Düsseldorf)      |
| So, 16.06. | 1. FC Nürnberg    | 2:2 (1:0) | Duisburger SpV (in Ludwigshafen)       |

#### Abschlusstabelle
| Pl. | Verein            | Sp. | S | U | N | Tore    | Quote | Punkte |
| --- | ----------------- | --- | - | - | - | ------- | ----- | ------ |
| 1.  | Hamburger SV      | 3   | 2 | 1 | 0 | 005:300 | 1,67  | 05:10  |
| 2.  | Duisburger SpV    | 3   | 1 | 2 | 0 | 006:400 | 1,50  | 04:20  |
| 3.  | 1. FC Nürnberg    | 3   | 0 | 2 | 1 | 005:600 | 0,83  | 02:40  |
| 4.  | 1. FC Saarbrücken | 3   | 0 | 1 | 2 | 004:700 | 0,57  | 01:50  |

### Gruppe 2
| Datum      |                      | Ergebnis   |                                     |
| ---------- | -------------------- | ---------- | ----------------------------------- |
| So, 02.06. | 1. FC Kaiserslautern | 14:1 (5:1) | Hertha BSC (in Wuppertal)           |
| So, 02.06. | Borussia Dortmund    | 2:1 (1:1)  | Kickers Offenbach (in Ludwigshafen) |
| So, 09.06. | 1. FC Kaiserslautern | 2:3 (1:1)  | Borussia Dortmund (in Hannover)     |
| So, 09.06. | Hertha BSC           | 1:3 (1:2)  | Kickers Offenbach (in Essen)        |
| So, 16.06. | 1. FC Kaiserslautern | 1:4 (0:3)  | Kickers Offenbach (in Augsburg)     |
| So, 16.06. | Borussia Dortmund    | 2:1 (1:1)  | Hertha BSC (in Braunschweig)        |

#### Abschlusstabelle
| Pl. | Verein               | Sp. | S | U | N | Tore    | Quote | Punkte |
| --- | -------------------- | --- | - | - | - | ------- | ----- | ------ |
| 1.  | Borussia Dortmund    | 3   | 3 | 0 | 0 | 007:400 | 1,75  | 06:0   |
| 2.  | Kickers Offenbach    | 3   | 2 | 0 | 1 | 008:400 | 2,00  | 04:20  |
| 3.  | 1. FC Kaiserslautern | 3   | 1 | 0 | 2 | 017:800 | 2,13  | 02:40  |
| 4.  | Hertha BSC           | 3   | 0 | 0 | 3 | 003:190 | 0,16  | 0:60   |

## Finale
| Borussia Dortmund                                         | Borussia Dortmund | Hamburger SV | Hamburger SV |
| --------------------------------------------------------- | --- | --- | ------------ |
| Borussia Dortmund                                         | \| Sonntag, 23. Juni 1957 in Hannover (Niedersachsenstadion) \| \| Ergebnis: 4:1 (3:1) \| \| Zuschauer: 76.000 \| \| Schiedsrichter: Albert Dusch (Kaiserslautern) \|                                                               | \| Sonntag, 23. Juni 1957 in Hannover (Niedersachsenstadion) \| \| Ergebnis: 4:1 (3:1) \| \| Zuschauer: 76.000 \| \| Schiedsrichter: Albert Dusch (Kaiserslautern) \|                            | Hamburger SV |
| Borussia Dortmund                                         | Heinrich Kwiatkowski; Wilhelm Burgsmüller, Herbert Sandmann; Elwin Schlebrowski, Max Michallek, Helmut Bracht; Wolfgang Peters, Alfred Preißler, Alfred Kelbassa, Alfred Niepieklo, Helmut Kapitulski Cheftrainer: Helmut Schneider | Horst Schnoor; Rolf Börner, Josef Posipal; Jürgen Werner, Jochenfritz Meinke, Karl-Heinz Liese; Walter Schemel, Uwe Reuter, Uwe Seeler, Gerhard Krug, Franz Klepacz Cheftrainer: Günter Mahlmann | Hamburger SV |
| Borussia Dortmund                                         | 1:0 Kelbassa (16.) 2:1 Kelbassa (25.) 3:1 Niepieklo (26.) 4:1 Niepieklo (78.) | 1:1 Krug (24.) | Hamburger SV |
| Sonntag, 23. Juni 1957 in Hannover (Niedersachsenstadion) | | |              |
| Ergebnis: 4:1 (3:1)                                       | | |              |
| Zuschauer: 76.000                                         | | |              |
| Schiedsrichter: Albert Dusch (Kaiserslautern)             | | |              |

## Erfolgreichste Torschützen
| Pl. | Spieler             | Verein         | Tore |
| --- | ------------------- | -------------- | ---- |
| 1   | Alfred Niepieklo    | Dortmund       | 5    |
|     | Willi Wenzel        | Kaiserslautern | 5    |
| 3   | Engelbert Kraus     | Offenbach      | 4    |
|     | Fritz Walter        | Kaiserslautern | 4    |
|     | Ernst Wechselberger | Duisburg       | 4    |